# Adam Marjan
Adam Ahmed Marjan (arabisch آدم مرجان, DMG Ādam Marǧān; * 23. September 1957) ist ein ehemaliger kuwaitischer Fußballtorwart.

## Karriere
In seiner Zeit beim Kazma SC stand er ohne Einsatz im Kader der kuwaitischen Nationalmannschaft bei der Weltmeisterschaft 1982.